# Маслов, Юрий Константинович
Маслов Юрий Константинович (род. 7 июня 1968, Одесса) — украинский учёный, педагог, государственный и общественный деятель, один из основателей имплементации в Украине Дунайской стратегии Европейского Союза.

## Биография
В 1989 году окончил Одесский институт народного хозяйства по специальности «Бухгалтерский учёт и анализ хозяйственной деятельности», получив квалификацию экономиста.
С 1993 года, в течение 10 лет возглавлял филиал Первого Украинского международного банка в городе Одессе, был членом Правления банка.
С мая 2003 года по апрель 2009 года руководил Одесским областным филиалом АКБ «Укрсоцбанк», был членом Правления банка.
Был первым вице-губернатором Одесской областной госадминистрации.
В 2006 году присвоено звание Заслуженного экономиста Украины.
С августа 2009 по март 2010 года работал председателем Правления Акционерного коммерческого банка «Киев».
В 2010 году занимал должность советника Министра экономики Украины.
С февраля 2011 года по июнь 2011 года работал советником Председателя Антимонопольного комитета Украины, директором Департамента конкурентной политики Антимонопольного комитета Украины. По август 2011 года возглавлял Одесское областное территориальное отделение Антимонопольного комитета Украины.
Педагогическую работу начал в 1997 году в Одесском национальном экономическом университете.
С сентября 2012 года по август 2015 года работал в Южноукраинском национальном педагогическом университете им. К. Д. Ушинского в должности профессора.
С сентября 2015 года по август 2016 года работал по совместительству в должности профессора Одесского национального университета имени И. И. Мечникова.
С сентября 2016 года избран по конкурсу на должность профессора Одесского национального экономического университета. Работал проректором по научной работе.
С 2020 года — академик Академии политических наук Украины.

## Научная деятельность
В 2008 году защитил диссертацию и получил научную степень кандидата экономических наук по специальности 08.04.01 «Финансы, денежный учёт и кредит».
В 2015 году защитил диссертацию «Формирование современной системы власти в странах Центральной и Восточной Европы: принципы, механизмы и перспективы развития» и получил научную степень доктора политических наук по специальности 23.00.02 «Политические институты и процессы».
Известен своим значительным вкладом в развитие политических и экономических наук в Украине. Его научная деятельность включает публикации в ведущих научных журналах, участие в международных проектах, а также преподавательскую работу. Его научные работы сосредоточенны на исследованиях в области политических трансформаций и экономического развития, анализе реформирования местного самоуправления в странах Европейского Союза и участие Украины в макрорегиональных стратегиях ЕС.
Автор более 70 научных работ, среди которых более 50 профессиональных статей, публикации в сборниках материалов международных и всеукраинских научно-практических изданий и конференций, более 20 работ учебно-методического характера.
Автор более 70 научных работ в отечественных и зарубежных изданиях.

## Общественная деятельность
Активно поддерживает евроинтеграционные процессы в Украине, а также трансграничную и кроссрегиональную кооперацию. С момента принятия Дунайской стратегии Европейского Союза, стал инициатором подписания Меморандума о сотрудничестве между Одесской, Ивано-Франковской, Закарпатской и Черновицкой областями — стратегического документа по региональной кооперации в рамках Стратегии ЕС для Дунайского региона. Входит в состав Координационного центра по осуществлению деятельности, связанной с участием Украины в реализации Стратегии ЕС для Дунайского региона.
Депутат Одесского городского совета ХХІІ и ХХІІІ созывов, Одесского областного совета ІѴ, V, ѴІ, VII созывов. Возглавлял постоянную комиссию по вопросам бюджета и банковской деятельности Одесского областного совета IV и VI созывов.
С 2007 года является председателем Попечительского Совета Одесского музея западного и восточного искусства. Благодаря успешным фандрейзинговым кампаниям Попечительского Совета были отреставрированы античный и восточный залы музея, пополнены экспозиционные фонды музея, налажено сотрудничество с музейными учреждениями Украины и мира.
С 2016 года — председатель депутатской группы Одесского областного совета «Стратегия ЕС для Дунайского региона». Автор «Перспективного плана мероприятий по имплементации на территории Одесской области Стратегии ЕС для Дунайского региона».
С 2017 года — председатель Попечительского Совета Одесской областной филармонии. Способствовал выходу в свет уникального альбома «Музыка и слово» по случаю 85-летия Одесской областной филармонии.
С 2018 года — председатель Бассейнового совета Нижнего Дуная при Государственном агентстве водных ресурсов Украины.
С 2023 года — председатель Альянса восстановления Украины.
Является знатоком редких старопечатных книг и уникальных рукописных книг XVI—XIX веков. С его помощью редкие издания пополнили фонды Одесской национальной научной библиотеки им. М. Горького и Одесской областной универсальной научной библиотеки имени М. С. Грушевского. Выкупил архив фотографий Викентия Кугеля и инициировал создание книги «Викентий Кугель. Взгляд фотографа».

## Награды
- Почётная грамота Государственного департамента морского и речного транспорта (Приказ директора Государственного департамента морского и речного транспорта № 121-к от 25 декабря 2000 года).
- Почётный работник морского и речного транспорта (Приказом Государственного департамента морского и речного транспорта от 10 октября 2006 года № 212-к).
- Почётный знак отличия Одесского областного совета (распоряжение председателя Одесского областного совета от 6 июня 2003 года).
- Почётная грамота Верховной Рады Украины (распоряжение председателя Верховной Рады Украины № 1586 от 30 ноября 2005 года).
- Почётный знак отличия председателя Одесской областной государственной администрации (распоряжение председателя Одесской областной государственной администрации от 31 декабря 2005 года).
- Почётное звание Заслуженный экономист Украины (Указ Президента Украины от 28 ноября 2006 года)[6].
- Почётная грамота Национального банка Украины (Постановление Правления Национального банка Украины № 64 от 10 февраля 2009 года).
- Орден «За заслуги» (Украина) III степени (Указ Президента Украины от 23 июня 2009 года № 475/2009)[46].
- Благодарность Премьер-министра Украины (№ 15013 от 22 августа 2012 года).
- Почётная Грамота Кабинета Министров Украины (№ 24431 от 1 августа 2013 года).
- Отличие Председателя Одесской областной государственной администрации (от 27 августа 2014 года).
- Орден «За заслуги» (Украина) II степени (Указ Президента Украины № 14 от 22 января 2019 года)[47].
- Почётный гражданин городов Балтимор (штат Мэриленд, США), Вилково (Украина), Килия (Украина).